# Держанівка (Жданівська сільська громада)
Держані́вка — село в Україні, у Жданівській сільській громаді Хмільницького району Вінницької області. Населення становить 171 особу.